# Warm Springs-i indián rezervátum

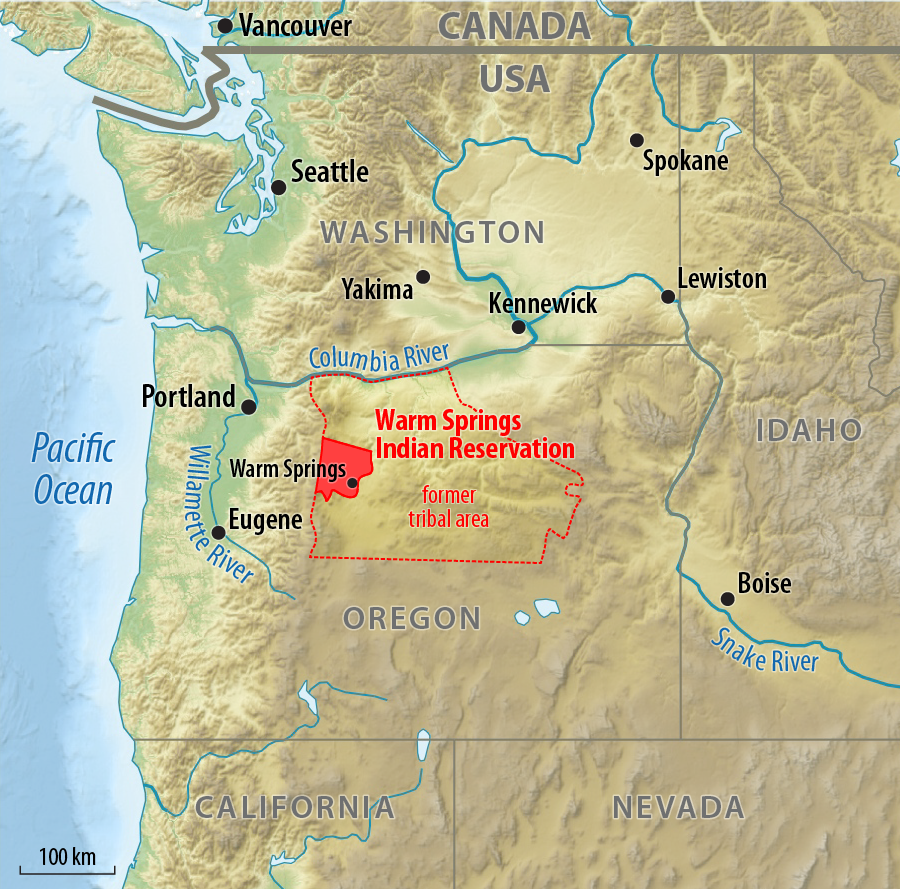
A rezervátum területe

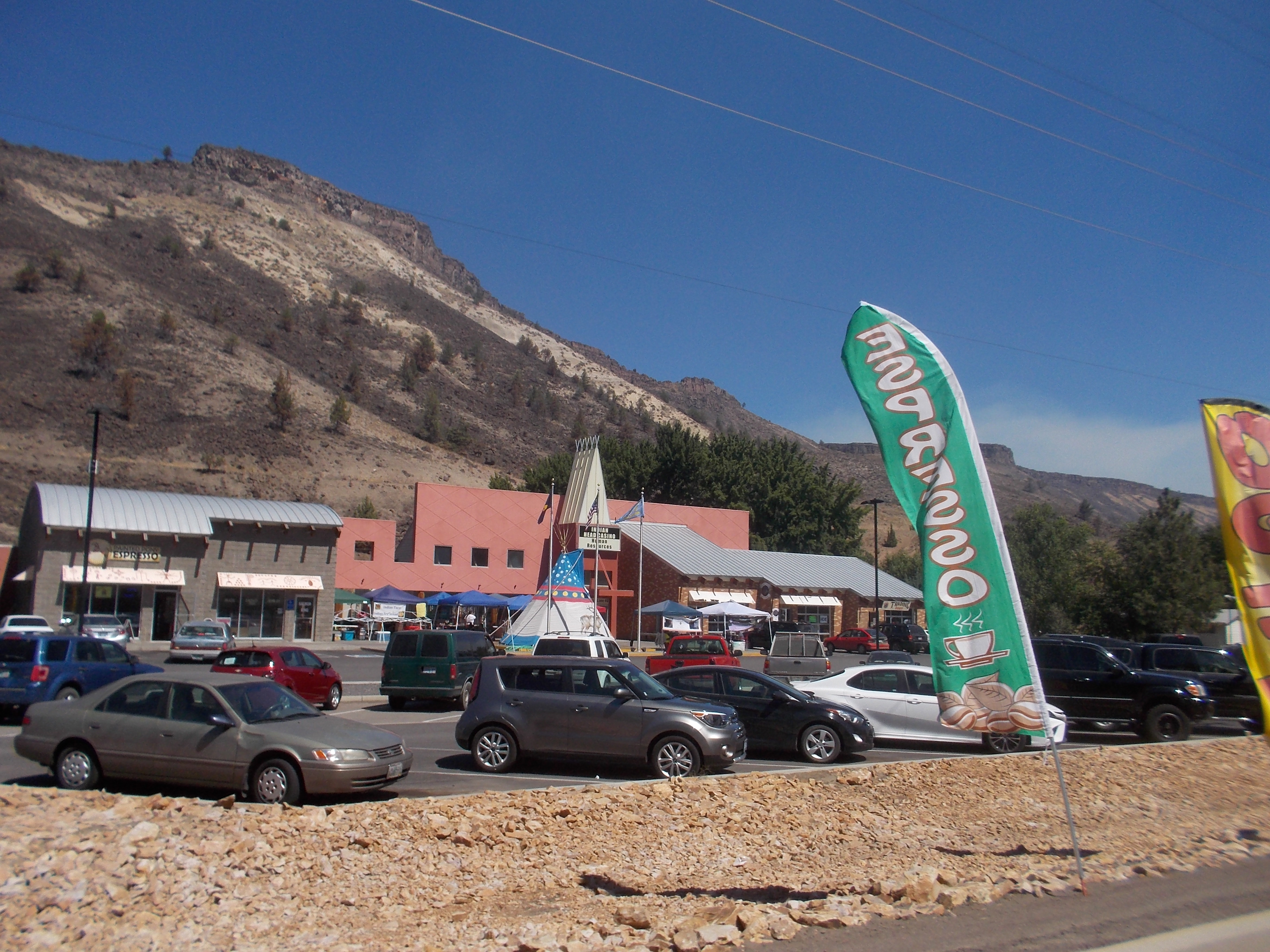
Indian Head Casino

A Warm Springs-i indián rezervátum az USA Oregon államában található. Fenntartója a wasco, tenino és pajút törzseket magában foglaló  Warm Springs-i törzsszövetség.

## Történet
A rezervátum határait az 1855-ben elfogadott egyezmény a következőképp határozza meg: „a Mutton-hegység néven ismert felföld keleti végével szemben, a Deschutes folyó közepén kezdődik, innen az említett hegylánc és a Cascade-hegység találkozásáig tart, onnan az említett hegység csúcsáig, onnan dél felé a Jefferson hegyig, majd a Deschutes folyó mentén a hegycsúcs és a folyó találkozásáig, majd a folyó mentén vissza a kiindulópontként”.
Az őslakók negyvenezer négyzetkilométernyi területet adtak fel az egészségügyi ellátásért, oktatásért, valamint a halászati és vadászati jogokért cserébe. A pajút és a Columbia folyó mentén élő egyéb törzsek közti viszály ellenére 1879-ben a szövetségi kormány 38, 1884-ben pedig további 40 pajút őslakót költöztetett ide.
A terület nagysága 101 éven át vita tárgyát képezte: 1871-ben T. B. Handley tévesen állította, hogy a rezervátum valójában kisebb, mint amit az 1855-ös szerződés rögzített. Az őslakók fellebbeztek, egy 1887-es felmérés pedig őket igazolta, azonban ekkorra már mások is beköltöztek a vitatott régióba. A kormányzat kártérítést ajánlott, azonban ezt az indiánok nem fogadták el. Az 1972-es 92–427-es számú jogszabály a korábbi határokat rögzítette.

## Földrajz
A rezervátum főleg Wasco és Jefferson megyékben fekszik, de egy része Clackamas, Marion, Gilliam, Sherman és Linn megyékbe is átnyúlik, Hood River megyében pedig apróbb, nem összefüggő területek találhatóak.
Területének több mint fele, 1410 km2 erdős részen található.

## Népesség
A lakosság 73%-a Warm Springsben él. A rezervátumban a 2000-es népszámláláskor 3314-en éltek.

## Gazdaság
A rezervátum bevételei főleg a vízenergiából és az erdészetből származnak, de sokan halásznak a környékbeli vizekben; az ehhez fűződő jogukat egy 1975-ös szövetségi bírósági ítélet garantálja.
2016-ban a fafeldolgozó bezárt; a Warm Springs Ventures a munkahelyek pótlására a kannabisztermesztést és -terjesztést, a dróngyártást és a karbon-ellentételezési kreditek árusítását javasolta. A törzsszövetség a szövetségi légügyi hivataltól ugyanezen évben drónpilóta-képzési engedélyt kapott. A kannabisztermesztésről 2016 októberében döntöttek, azonban a projektet adminisztratív és pénzügyi akadályok hátráltatták.

### Turizmus
A motelt, kaszinót, tipiket és golfpályát is magában foglaló Kah-nee-ta Village első szakasza 1964-ben készült el; a fenntarthatatlanság miatt 2018-ban bezárt. Az Indian Head Casino 2012-ben nyílt meg a U.S. Route 26 mentén.

## Kultúra
A rezervátumban élnek az USA utolsó csinúk beszélői, mivel a nyelvet a különböző törzsek közti kommunikációra használják. A helyi iskolákban más indián nyelveket is oktatnak.

## Fordítás
- Ez a szócikk részben vagy egészben  a   Warm Springs Indian Reservation című angol Wikipédia-szócikk ezen változatának fordításán alapul.  Az eredeti cikk szerkesztőit annak laptörténete sorolja fel. Ez a jelzés csupán a megfogalmazás eredetét és a szerzői jogokat jelzi, nem szolgál a cikkben szereplő információk forrásmegjelöléseként.